# بنجامين مور نورمان
بنجامين مور نورمان (بالإنجليزية: Benjamin Moore Norman)‏ هو كاتب أمريكي، ولد في 22 ديسمبر 1809 في هدسون في الولايات المتحدة، وتوفي في 1 فبراير 1860 في سوميت في الولايات المتحدة.